# Подселє
Подселє (хорв. Podselje) — населений пункт у Хорватії, у Сплітсько-Далматинській жупанії у складі міста Вис.

## Населення
Населення за даними перепису 2011 року становило 19 осіб.
Динаміка чисельності населення поселення:

## Клімат
Середня річна температура становить 16,37 °C, середня максимальна – 28,14 °C, а середня мінімальна – 4,71 °C. Середня річна кількість опадів – 610 мм.
| Клімат поселення                              | Клімат поселення | Клімат поселення | Клімат поселення | Клімат поселення | Клімат поселення | Клімат поселення | Клімат поселення | Клімат поселення | Клімат поселення | Клімат поселення | Клімат поселення | Клімат поселення | Клімат поселення |
| Показник                                      | Січ.             | Лют.             | Бер.             | Квіт.            | Трав.            | Черв.            | Лип.             | Серп.            | Вер.             | Жовт.            | Лист.            | Груд.            |                  |
| Середній максимум, °C                         | 13,70            | 12,84            | 14,64            | 17,74            | 22,43            | 26,29            | 28,12            | 28,14            | 24,09            | 20,19            | 16,11            | 13,97            |                  |
| Середня температура, °C                       | 9,65             | 8,79             | 10,59            | 13,67            | 18,38            | 22,23            | 25,22            | 25,24            | 21,18            | 17,29            | 13,22            | 11,06            |                  |
| Середній мінімум, °C                          | 5,56             | 4,71             | 6,52             | 9,61             | 14,31            | 18,14            | 22,31            | 22,34            | 18,29            | 14,39            | 10,31            | 8,17             |                  |
| Норма опадів, мм                              | 58               | 48               | 56               | 48               | 41               | 32               | 20               | 35               | 54               | 68               | 80               | 70               |                  |
| Середньомісячна швидкість вітру, м/с          | 3.88             | 4.04             | 4.05             | 3.79             | 3.30             | 3.00             | 3.01             | 2.90             | 3.26             | 3.54             | 4.29             | 4.14             |                  |
| Середньомісячна сонячна радіація, кДж/м²·день | 5675             | 8437             | 12089            | 16875            | 20864            | 23625            | 25162            | 22030            | 16363            | 10651            | 6159             | 4803             |                  |
| --------------------------------------------- | ---------------- | ---------------- | ---------------- | ---------------- | ---------------- | ---------------- | ---------------- | ---------------- | ---------------- | ---------------- | ---------------- | ---------------- | ---------------- |
| Джерело:                                      |                  |                  |                  |                  |                  |                  |                  |                  |                  |                  |                  |                  |                  |